# Verso le coste di Tripoli
Verso le coste di Tripoli è una pellicola bellica di produzione statunitense del 1942, diretta dal regista H. Bruce Humberstone. È una delle ultime pellicole di propaganda bellica prima dell'assalto giapponese a Pearl Harbor, quando il film era in post-produzione. Il titolo si ispira ad un verso dell'inno dei Marines che fa riferimento alla Battaglia di Derna, combattuta da una spedizione di marines statunitensi nel 1805.
Si tratta del debutto in Technicolor dell'attrice Maureen O'Hara, che verrà soprannominata dopo questo suo successo "la regina del Technicolor".

## Trama
Chris Winters, giovane, ricco e avvenente studente universitario decide di arruolarsi nel corpo dei Marines dove dovrà fare presto i conti con il rude ed esigente sergente Dixie Smith. La nuova recluta avrà un bel da fare per sopravvivere al duro addestramento, e nel frattempo dovrà barcamenarsi tra due relazioni sentimentali, una con la bella infermiera Helene Hunt e l'altra proprio con la nipote del suo integerrimo sergente.
Durante una esercitazione militare la giovane recluta ha la possibilità di manifestare il suo valore salvando proprio la vita del suo sergente, ma, dopo di ciò, decide di lasciare il corpo dei Marines per tornare alla vita civile. Mentre è sull'auto, tuttavia, sente l'annuncio dell'attacco a Pearl Harbor e torna bruscamente indietro per prendere il comando di un plotone di Marines.